# Saarilampi (sjö i Joensuu, Norra Karelen, 62,59 N, 30,28 Ö)
Saarilampi är en sjö i kommunen Joensuu i landskapet Norra Karelen i Finland. Den är 6,9 meter djup. Arean är 43 hektar och strandlinjen är 4,28 kilometer lång. Sjön  ingår i Jänisjokis huvudavrinningsområde.   Den ligger omkring 26 kilometer öster om Joensuu och omkring 390 kilometer nordöst om Helsingfors. 